# Diósgyőrtapolcai-barlang
A Diósgyőrtapolcai-barlang Magyarország fokozottan védett barlangjai közül az egyik. Diósgyőrben található. A Bükk-vidéken először ebben a barlangban folyt eredményes régészeti és őslénytani ásatás. A biztos és alapvető régészeti leletegyüttest szolgáltató, Magyarországon található négy barlang egyike. A másik három az Istállós-kői-barlang, a Pes-kő-barlang és a Szeleta-barlang. Magyarországon ez az egyik olyan barlangi lelőhely, ahol a taubachi kultúra leleteit megtalálták. A barlangot jelentősen átalakították és egy részében jelenleg egy szauna hideg vizes medencéje található.

## Leírás
Még a két világháború között is a barlang előtt folyt el a langyos Szent György-forrás vize, amely évtizedeken át a strandot látta el vízzel. Három bejárata van. A barlang átalakított, üveges ajtójú főbejárata a diósgyőri vár mögötti sziklafal nyugati oldalában van, a vártól délre. Ez a bejárata az egykori strandhoz tartozó szauna területén, a Szinvával egy magasságban, egy sziklafal tövében nyílik. Egy szauna hideg vizes medencéje található a bejárati termében. A barlang második és harmadik bejárata megőrizte a természetes képét és a Haller György utca 2. számú magánterületen van. A harmadik, nem használt bejárata körülbelül négy méter magasan nyílik és fél méter keresztmetszetű. A főbejárat és a második bejárat között a barlang ketté van választva egy fallal és ezért nem átjárható. A második bejárattól keletre található barlangrész is el van falazva.
A barlang középső triász mészkőben jött létre. Elágazó, leginkább vízszintes kiterjedésű, hidrológiailag inaktív forrásbarlang, mely tektonikus törésvonalak mentén keletkezett. Kialakulásában a meleg és a hideg vizeknek egyaránt szerepük volt. Az átlagosan két méter magas és négy méter széles Nagy-teremben alakították ki a hideg vizes medencét. A járatokban borsókő, hegyitej, szinlők és mésztufagát maradványok, valamint egy jól azonosítható patakmeder figyelhetők meg.
Különböző cseppkőképződmények is kialakultak benne, például függőcseppkövek, cseppkőmedence, cseppkőlefolyások és limonitérből létrejött, kis méretű limonitcseppkövek. A szauna és a barlangi fürdő meghatározott időben és módon, belépőjeggyel, a barlang többi része a Bükki Nemzeti Park Igazgatóság engedélyével látogatható. Az 1. bejárat térsége barlangjáró alapfelszereléssel, vagy fürdőruhában, a 2. és 3. bejárat felől barlangjáró alapfelszereléssel járható. A barlang nyilvántartott régészeti lelőhely, a régészeti azonosító száma 16717. A Bükki Nemzeti Park Igazgatóság természetvédelmi felügyelete alatt áll.
A szakirodalomban előfordul Diósgyőr II. barlang (Bertalan 1976), Diósgyőri II. barlang (Schőnviszky 1937), Diósgyőri II.-barlang (Bertalan, Schőnviszky 1973–1974), Diósgyőri II. sz. barlang (Regős, Ringer 2003), Diósgyőri-barlang (Kadić 1935), Diósgyőri barlang (Kadić 1933), Diósgyőri-sziklaüreg (Bertalan 1976), Diósgyőri sziklaüreg (Kadić 1952), Diósgyőr–Tapolca-barlang (Hellebrandt 1974), Diósgyőr tapolcai-barlang (Kordos 1984), Diósgyőr-tapolcai-barlang (Hevesi 1977), Diósgyőr–Tapolcai-barlang (Jakucs, Kessler 1962), Diósgyőr–tapolcai-barlang (Baja 1998), Diósgyőr-Tapolcai-barlang (Bertalan 1976) és Diósgyőr-Tapolcai barlang (Vértes 1965) neveken is. 1977-ben volt először Diósgyőrtapolcai-barlangnak nevezve a barlang az irodalmában.

## Kutatástörténet
1880-tól a községi bíró pincének használta a korábban vízzel teli, de addigra kiszáradt üreget. 1882. október 15-én Szendrei János ásatást végzett benne, melynek során őslénytani és régészeti leletek kerültek elő a barlangból. Szendrei János korábbi látogatásai alkalmával a barlang mindig tele volt vízzel, a tiszta vizet a környéken élők ivóvízként használták. Szendrei János az Archaeologiai Értesítőben megjelent tanulmányában azt írta, hogy a közelben lakók szerint a barlang egy alagút, amelyen keresztül a diósgyőri várból az egri várba lehet eljutni. Az egyik barlangi folyosót 112 méter hosszan be tudta járni. Vizsgálataival megállapította, hogy a két várat összekötő alagút nem létezik, de valószínűleg a hegy belsejében egy hosszú barlangrendszer húzódik.
A barlang kutatása során egy trachitos homokkőből készült őskori fél őrlőkövet talált a barlang egyik kis melléküregének a felszínén. Munkásai segítségével ásatásba kezdett a barlang előcsarnokában, de a barlangba befolyó víz a két vízszivattyú működtetése ellenére is kis idő után megakadályozta az ásatást. A barlangi kitöltésből különböző, nem túl régi állatcsontok töredékei, egy emberi csigolya, amely Saád Andor későbbi megállapítása szerint, valószínűleg az 1800-as évek elején ide temetett férfi csontja lehet, hamu és őskori cseréptöredékek kerültek elő. A csontokat Sassy János határozta meg.
Szendrei János a négy méter mélyre kiásott gödröt visszatemette, így a későbbi ásatásoknál rétegzavart okozott. 1932–1934-ben Saád Andor ásatásakor, melyet a Borsod-Miskolci Múzeum és Diósgyőr elöljárósága támogatott, 860 darab őskőkorszaki lelet, eszközök és szilánkok kerültek elő egy érintetlen négy négyzetméteres területről, amelyen a vár köveiből készült fal volt. A paleolit leletekből 140 darabot soroltak valamilyen eszköztípusba és a barlangról azt feltételezték, hogy eszközkészítő műhely volt. A holocén kitöltésben a bükki kultúrába tartozó, a bronzkori és a középkori cserepek keveredve helyezkedtek el. Öt réteget sikerült megkülönböztetni. A faszeneket Hollendonner Ferenc, a csontokat Gaál István, a régészeti leletek anyagát Fekésházy József vizsgálta. Az ásatás leletei a Herman Ottó Múzeumba kerültek.
A barlangot először Saád Andor és vitéz Fekésházy József térképezték fel. A barlangtérkép, amely a barlang alaprajzát és hossz-szelvényét ábrázolja a barlang kitöltésének rétegeivel a Barlangvilág 1934. évi 2. füzetében jelent meg. 1939-ben Kerekes József tanulmányozta karsztmorfológiai szempontból. 1954. március 21-én Kuchta Gyula, Gyenge Lajos, Gyenge János és Rácz Olga morfológiai megfigyeléseket végzett a barlangban. 1954. március 28-án Kuchta Gyula, Korényi Endre, Tóth József, Balogh Tamás, Rácz Olga, Szabó László és Korbacska Katalin fényképezték és térképezték. 1954. december 4-én Fülöp András, Tóth József és Zámpory Vilma méréseket végeztek. 1954 márciusában készült el alaprajz térképe és kiterített hosszmetszet térképe, amelyeket Kuchta Gyula szerkesztett. A felmérés alapján a barlang hosszúsága 63 méter. 1963. április 13-án, 16-án és 21-én Kuchta Gyula és Kuchta Gyuláné kőzettani, hidrológiai, klimatológiai és állattani vizsgálatokat végeztek járataiban. Vértes László 1965-ben megjelent könyve szerint a barlang a sok megtalált eszköz és szilánk miatt valószínűleg a szeleta-kultúra eszközkészítő műhelye volt.
1973. augusztus 14-től 1973. szeptember 7-ig a szauna építése miatt leletmentő ásatás zajlott Hellebrandt Magdolna vezetésével Saád Andor közreműködésével. Az ásatáskor sok őskori eszköz és pleisztocén kori csont került elő, körülbelül 200 darab szilánk és eszköz látott napvilágot feltáráskor. A csontok között volt tarándszarvas, mamut, óriásszarvas, őstulok, bölény, gyapjas orrszarvú, vadszamár, vadló, barlangi medve, barlangi farkas, barlangi oroszlán és barlangi hiéna maradványa is. A gerincesek csontjait Kordos László, a madármaradványokat Jánossy Dénes, a csigákat pedig Krolopp Endre határozta meg, Paksy László színképelemzéseket végzett, Tóth Lajos kőzettani vizsgálatokat, Csordás István pedig mikroszkópos vizsgálatokat az ásványokon. Öt réteget sikerült megkülönböztetni. A legrégebbi régészeti leletek, melyeket a taubachi kultúrába soroltak körülbelül 100–130 ezer évesek. Saád Andor az ebbe a kultúrába tartozó leleteket protosolutréi, Hellebrandt Magdolna premoustérien eszközöknek nevezte. A leletek többsége hasonlított a Lambrecht Kálmán-barlangból előkerült legrégebbi eszközökre.
1973-ban a Herman Ottó Karszt- és Barlangkutató Csoport két tagja, Molnár László és Karácsony Gábor felmérték a barlangot. A felmérés alapján készült a barlangról egy alaprajzrészlet térkép, a Diósgyőri Agyag-lyukat is ábrázoló alaprajz térkép, valamint hossz-szelvények és keresztszelvények. 1974-ben befejeződött a hideg vizes medence térségének kialakítása. 1976-ban vált országos jelentőségű barlanggá az 5300-as (Bükk) barlangkataszteri területen lévő, miskolci Diósgyőr-Tapolca-barlang. Az 1976. évi Karszt és Barlangban közölve lett, hogy az idegenforgalmi célra kiépített Diósgyőri-barlangot 1975-ben 2 210 fő látogatta meg. A magyarországi idegenforgalmi barlangok jegyzékén új név jelent meg, a Diósgyőri-barlang. A barlangban finn típusú szaunát építettek, amelyet 1974. augusztus 20-án nyitottak meg. A barlang 1974-ben még csak 210 vendéget, 1975-ben már 2 000-nél több vendéget fogadott.
Az 1976-ban befejezett Magyarország barlangleltára című kéziratban az olvasható, hogy a Bükk hegységben lévő, miskolci Diósgyőr-Tapolcai-barlang további nevei Diósgyőr II. barlang, Diósgyőri-sziklaüreg és Diósgyőri-barlang. A diósgyőri strandon, a Vár-tető alatt, 240 m tszf. magasságban van pincebejárata. A 70 m hosszú és kb. 6 m mély barlang egy teremből és több folyosóból áll. Szaunának van berendezve. Kitöltéséből az egyik legidősebb, ősemberi eszközök kerültek elő. A kézirat barlangra vonatkozó része 5 irodalmi mű alapján lett írva. A Bertalan Károly és Schőnviszky László által összeállított, 1976-ban megjelent Magyar barlangtani bibliográfia barlangnévmutatójában meg van említve a Bükk hegységben lévő, tapolcai barlang Diósgyőri-barlang néven Diósgyőri II.-barlang névváltozattal. A barlangnévmutatóban fel van sorolva 24 irodalmi mű, amelyek foglalkoznak a barlanggal. Az 1976-ban összeállított országos jelentőségű barlangok listájában lévő barlangnevek pontosítása után, 1977. május 30-án összeállított országos jelentőségű barlangok listáján rajta van a Bükk hegységben, Miskolcon található barlang Diósgyőrtapolcai-barlang néven.
Az 1979-ben napvilágot látott Barlangok a Bükkben című könyvben szó van arról, hogy a diósgyőri vár mögött helyezkedik el a Diósgyőri-barlang, amelynek főbejárata a strand területén van. Gazdag ősrégészeti anyag került elő belőle a szauna építése előtt végzett leletmentéskor. A barlang 80 m hosszú. A második bejáratától K-re 10 m-re van a Diósgyőri Agyag-lyuk. A könyvhöz mellékelt, a Bükk hegység barlangokban leggazdagabb területét bemutató térképen látható a 122-es számmal jelölt Diósgyőrtapolcai-barlang földrajzi elhelyezkedése. Az 1980. évi Karszt és Barlang 1. félévi számában publikálva lett, hogy a kiemelt jelentőségű Diósgyőrtapolcai-barlang az 5300-as barlangkataszteri területen (Bükk hegység) helyezkedik el. A barlangnak 5391/2. a barlangkataszteri száma. Az MKBT Dokumentációs Bizottsága a helyszínen el fogja helyezni, a többi kiemelt jelentőségű barlanghoz hasonlóan, a barlang fémlapba ütött barlangkataszteri számát. A barlangkataszteri szám beütéséhez alapul szolgáló fémlap ugyanolyan lesz mint a többi kiemelt jelentőségű barlang fémlapja.
Az 1981. évi Karszt és Barlangban szó van arról, hogy tájékoztatás hiányában eddig nem szerepelt a magyarországi idegenforgalmi célra kiépített barlangok látogatottsági statisztikájában a Diósgyőr-Tapolcai-barlang, amely fürdésre van kialakítva. Az 1974. évi megnyitás óta a szomszédos szauna vendégei a barlang hidegvizes medencéjét használják. Pásztor Zoltánné, a Miskolci Vízművek, Fürdők és Csatornázási Vállalat dolgozója kigyűjtötte a barlangfürdő látogatóinak adatait. Eszerint 1974-ben 210, 1975-ben 2 210, 1976-ban 2 391, 1977-ben 3 341, 1978-ban 3 939, 1979-ben 4 711, 1980-ban 4 789 és 1981-ben 6 531 vendég látogatta meg a barlangot.
1982. július 1-től az Országos Környezet- és Természetvédelmi Hivatal elnökének 1/1982. (III. 15.) OKTH számú rendelkezése (1. §. és 3. §., illetve 5. sz. melléklet) értelmében a Bükk hegységben lévő Diósgyőrtapolcai-barlang fokozottan védett barlang. Régészeti és őslénytani leletei miatt lett fokozottan védett barlang. Az 1982. szeptember–októberi MKBT Műsorfüzetben meg van említve, hogy a Bükk hegységben található Diósgyőrtapolcai-barlang fokozottan védett barlang. A felsorolásban a barlangnevek az MKBT által jóváhagyott és használt helyesírás szerint, javított formában lettek közölve. Az 1981-ben Biszetrszky András által kitöltött barlangkataszteri törzslapját 1984-ben kiegészítették. A törzslap szerint 70 m hosszú, 36 m vízszintes kiterjedésű és +6 m mély. Az 1984-ben kiadott Magyarország barlangjai című könyv országos barlanglistájában szerepel a Bükk hegységben lévő barlang Diósgyőr tapolcai-barlang néven Diósgyőr II. barlang, Diósgyőri sziklaüreg és Diósgyőri-barlang névváltozatokkal. A listához kapcsolódóan látható az Aggteleki-karszt és a Bükk hegység barlangjainak földrajzi elhelyezkedését bemutató 1:500 000-es méretarányú térképen a barlang földrajzi elhelyezkedése.
Az 1984. évi Karszt és Barlangban közölve lett, hogy a folyóirat előző számában megjelent magyarországi barlangok látogatottsági statisztikájában hiba van. A Diósgyőr-Tapolcai-barlang sorában a Diósgyőr-tapolcai fürdő teljes látogatottsága látható, de valójában az ottani barlangot sokkal kevesebb szaunázó vendég látogatta meg. A Diósgyőr-Tapolcai-barlang fürdőző vendégeinek helyes számai: 1982-ben 4 625, 1983-ban 3 629, 1984-ben 3 642 látogató. Az 1986. évi Karszt és Barlangban megjelent bibliográfia regionális bibliográfia részében szerepel a barlang Diósgyőrtapolcai-barlang néven. Az összeállítás szerint a Karszt és Barlangban publikált írások közül 1 foglalkozik a barlanggal.
1988-ban Ringer Árpád a bejárattól 18 méterre végzett ásatást, ekkor állapította meg, hogy az ősember nem a barlangban, hanem a barlang közelében élt. Magyarországon ez volt az első régészeti lelőhely, ahol ezt bizonyítani sikerült. Ringer Árpádnak tizenegy réteget sikerült megkülönböztetnie, a taubachi kultúra, a bábonyi kultúra, a szeleta-kultúra és a gravetti kultúra jelenléte biztosan megállapítható, és valószínűleg a charenti kultúra és az aurignaci kultúra is jelen volt. A gerincesek csontjait Kordos László, a csigákat Krolopp Endre vizsgálta meg. 1989-ben a Bükki Nemzeti Park Igazgatóság a barlang bejáratánál egy tájékoztató táblát helyezett el.
Az 1989. évi Karszt és Barlangban lévő tanulmány szerint 1959 és 1989 között, igazán jelentős, komplex kvartergeológiai szempontú feltárás csak a bükki Diósgyőr–Tapolcai-barlang bejáratában és előterében történt. A barlang 1988. évi ásatása után legrégibb középső paleolit leletanyagát a taubachien kultúrába sorolta Ringer Árpád. A publikációban van egy ábra, amelyen megfigyelhető Északkelet-Magyarország felső pleisztocén kronosztratigráfiája és a táblázat egyik egysége a Diósgyőr–Tapolca-barlang előterének rétegsora. Az 1995–1996. évi Karszt és Barlangban meg van említve, hogy Ringer Árpád Északkelet-Magyarország felsőpleisztocén kronosztratigráfiájáról szóló munkájában különös hangsúllyal szerepel néhány bükki barlang, pl. a Diósgyőrtapolcai-barlang kronosztratigráfiai feldolgozása.
1998. május 14-től a környezetvédelmi és területfejlesztési miniszter 13/1998. (V. 6.) KTM rendelete szerint a Bükki Nemzeti Park Igazgatóság illetékességi területén, a Bükk hegységben található Diósgyőr–tapolcai-barlang fürdő céljára nem hasznosított szakaszai az igazgatóság engedélyével látogathatók. Az 1999. április 8-án kitöltött állapotfelvételi lapja alapján az 1973-ban készült felmérés jó, de tartalmában és részleteiben vázlatos, tartalmilag ki kell egészíteni és pontosítani kell. 2001. május 17-től a környezetvédelmi miniszter 13/2001. (V. 9.) KöM rendeletének értelmében a Bükk hegység területén lévő Diósgyőr-tapolcai-barlang fokozottan védett barlang. Egyidejűleg a fokozottan védett barlangok körének megállapításáról szóló 1/1982. (III. 15.) OKTH rendelkezés hatályát veszti.
A 2003-ban megjelent Magyarország fokozottan védett barlangjai című könyv szerint a barlang 70 méter hosszú, 6 méter függőleges kiterjedésű és 36 méter vízszintes kiterjedésű. 2005. szeptember 1-től a környezetvédelmi és vízügyi miniszter 22/2005. (VIII. 31.) KvVM rendelete szerint a Bükki Nemzeti Park Igazgatóság működési területén, a Bükk hegységben található Diósgyőr-tapolcai-barlang fürdő céljára nem hasznosított szakaszai a felügyelőség engedélyével látogathatók. 2005. szeptember 1-től a környezetvédelmi és vízügyi miniszter 23/2005. (VIII. 31.) KvVM rendelete szerint a Bükk hegységben lévő Diósgyőr-tapolcai-barlang fokozottan védett barlang.
A 2005-ben kiadott Magyar hegyisport és turista enciklopédia című kiadványban önálló szócikke van a barlangnak. A szócikk szerint a Diósgyőr-tapolcai-barlang 1988 óta fokozottan védett barlang. A Bükk hegységben, Diósgyőrtapolcán, a strandhoz tartozó szauna területén van a bejárata. A Szinva völgyének talpszintjén, 190 m tszf. magasságban nyílik. A több bejáratú, inaktív forrásbarlang 70 m hosszú és felső triász mészkőben jött létre. A szauna hidegvizes medencéjeként hasznosítják egyik termét. Jelentősen átalakított járatában felismerhetők az egykori patakmeder nyomai, a vízszintváltozást jelző szinlők és a mésztufagátak maradványai. Cseppkőkiválásai kevésbé látványosak, amelyeken kívül ritkaságnak számító, limonitérből kialakult kisebb limonitcseppkövek figyelhetők meg. 1882-ben kezdték el első régészeti feltárását (a Bükk hegységben, tudományos vizsgálat miatt). Ekkor sok tört csont, egy trachitból készült őskori őrlőkő és egy 1800 körül elásott ember maradványai kerültek elő. Az 1932–1934-ben végzett feltáráskor sok őskőkorszaki eszközre és szilánkra bukkantak, melyek alapján feltételezték, hogy a barlang eszközkészítő műhely volt. 1973-ban, a szauna kialakításakor végzett leletmentés anyaga Magyarország legrégibb barlangi paleolit leletei közé tartozik, kora kb. 100 ezer év. 1988-ban a bejárat előtt 18 m-re végzett rétegazonosító feltárás először bizonyította be Magyarországon, hogy nemcsak barlangban, hanem annak előterében is élt az ősember.
2006 júniusában Kertész B., Köblös Csaba, Németh Zs. és Nyerges Attila készítették el a legújabb alaprajz térképet keresztmetszetekkel és a vetített hosszmetszet térképet, amelyek a Diósgyőri Agyag-lyukat is ábrázolják. A térkép alapján a barlang 87,8 méter hosszú, kilenc méter függőleges kiterjedésű, 5,2 méter magas és 3,8 méter mély. 2007. március 8-tól a környezetvédelmi és vízügyi miniszter 3/2007. (I. 22.) KvVM rendelete szerint a Bükki Nemzeti Park Igazgatóság működési területén lévő Bükk hegységben elhelyezkedő Diósgyőr-tapolcai-barlang fürdő céljára nem hasznosított szakaszai az igazgatóság engedélyével tekinthetők meg. Mészáros Lukács 2011-ben publikált tanulmányában az olvasható, hogy Mészáros Lukácsék átvizsgálták a pilisszántói szintbe sorolt Diósgyőr-Tapolcai-barlangnak és további 13 barlangnak a Magyar Természettudományi Múzeum Föld- és Őslénytárában, illetve az Országos Földtani Múzeumban (Magyar Állami Földtani Intézet) őrzött csontanyagát. Meg akarták tudni, hogy az erdei cickányként (Sorex araneus) meghatározott maradványok nem-e havasi cickány (Sorex alpinus) maradványok, de a Diósgyőrtapolcai-barlang anyagában nem voltak Sorex csontok.
2013. július 19-től a vidékfejlesztési miniszter 58/2013. (VII. 11.) VM rendelete szerint a Diósgyőr-tapolcai-barlang (Bükk hegység, Bükki Nemzeti Park Igazgatóság működési területe) idegenforgalom számára nem megnyitott szakaszai az igazgatóság hozzájárulásával látogathatók. 2013. augusztus 12-től a belügyminiszter 43/2013. (VIII. 9.) BM rendelete szerint a Diósgyőrtapolcai-barlang régészeti szempontból jelentős barlangnak minősül. Nyírő Ádám Artúr 2015. évi szakdolgozatában meg van említve, hogy a Diósgyőrtapolcai-barlang azok közé a barlangok közé tartozik, amelyekről a szakirodalom alapján egyértelműen nem megállapítható, hogy késő bronzkori lelőhelyek-e, de eldönthetnék a kérdést további kutatások. 2015. november 3-tól a földművelésügyi miniszter 66/2015. (X. 26.) FM rendelete szerint a Diósgyőr-tapolcai-barlang (Bükk hegység) fokozottan védett barlang. 2021. május 10-től az agrárminiszter 17/2021. (IV. 9.) AM rendelete szerint a Diósgyőr-tapolcai-barlang (Bükk hegység, Bükki Nemzeti Park Igazgatóság működési területe) idegenforgalom számára nem megnyitott szakaszai az igazgatóság engedélyével látogathatók. A 13/1998. (V. 6.) KTM rendelet egyidejűleg hatályát veszti.

## További irodalom
- Czenthe Huba: A Bükk-hegység barlangjai. Kézirat (szakdolgozat), Eger, 1965. 78. old. (A kézirat megtalálható a KvVM Barlang- és Földtani Osztályon.)
- Dancza János: Fűtési gondok a jégkorszakban. Búvár, 1939. (5. évf.) 347–351. old. (Megjelent a Természetbarátban is Voltak-e a jégkorszak emberének fűtési gondjai? címmel – 1934. (22. évf.) márc–máj. szám 3–4. old.)
- Fényes Elek: Magyarország geographiai szótára. Pest, 1851. 4. köt. (Reprint: Budapest, 1984. ISBN 9630227002)
- Hillebrand Jenő: Der Stand der Erforschung der älteren Steinzeit in Ungarn. Bericht der Römisch-Germanischen Kommission, 1934/1935. (24/25.) 16–26., 115–116. old. Berlin, 1935. (2 ábrával és 6 táblával.)
- Jánossy Dénes: A magyarországi pleisztocén tagolása gerinces faunák alapján. Akadémiai Kiadó, Budapest, 1979. 142–143. old.
- Kolacskovszky Lajos: Adatok a Bükkhegység és környéke tereptani, történelmi, régészeti, nép és természetrajzi megismeréséhez. Kézirat.
- Leszih Andor: A jégkori ősember barlangját kutatják Diósgyőrben. Reggeli Hírlap, 1932. október 20.
- Mottl Mária: Faunen, Flora und Kultur des ungarischen Solutréen. Quartär, 1938. (1. köt.) Berlin. 36–54. old.
- Mottl Mária: Az interglaciálisok és interstadiálisok a magyarországi emlősfauna tükrében. (Hozzászólásokkal.) Beszámoló a Magyar Királyi Földtani Intézet vitaüléseinek munkálatairól, 1941. (3. évf.) 1. füz. 3–42. old.
- Ringer Árpád – Moncel, Marie-Hélène: Le Taubachien dans la grotte Diósgyőr–Tapolca (Montagne de Bükk, Hongrie du Nord-Est). Praehistoria, 2002. (3. évf.) 177–201. old.
- Szendrei János: Ásatások a diósgyőri barlangokban. Borsod megyei Lapok, 1883. 43–44. old.
- –: Jégkorszakbeli barlang... Újság, 1932. okt. 14. Bp. 7. old.
- –: A barlangkutatók nagyszerű munkája. Magyar Turista Élet, 1935. június 15. (3. évf. 11. sz.) 3. old.